# Argis toyamaensis
Argis toyamaensis is een garnalensoort uit de familie van de Crangonidae. De wetenschappelijke naam van de soort is voor het eerst geldig gepubliceerd in 1933 door Yokoya.